# Studium zbroi Stefana Batorego
Studium zbroi Stefana Batorego – obraz olejny namalowany przez Jana Matejkę w 1871 roku, znajdujący się w zbiorach Muzeum Narodowego w Krakowie w oddziale Domu Jana Matejki. 

## Opis dzieła
Obraz przedstawia zbroję typu węgierskiego z XVI wieku. Jest to paradne uzbrojenie w kolorze czarnym, bogato zdobione złotymi ornamentami. Poniżej zbroi znajduje się szabla trzymana przez linearnie namalowaną dłoń, a także szkic noża. U góry znajduje się część pochwy od szabli z okuciem trzewika.

## Historia
Pierwowzór zbroi Stefana Batorego ze studium Jana Matejki został przekazany przez króla Polski do Ambras, a następnie zbroja trafiła do Belwederu. Pierwszą wersję zbroi artysta namalował akwarelą w 1860 roku podczas studiów w Akademii Sztuk Pięknych w Wiedniu. W 1870 roku, gdy Matejko był przejazdem w tym mieście, wykonał naturalnej wielkości studium zbroi tym razem w technice olejnej. Obraz dokończył w 1871 roku w Krakowie. Szkic posłużył artyście do wykonania zbroi Stefana Batorego w dziele Stefan Batory pod Pskowem.
Po skończeniu prac nad studium zbroi, malarz ofiarował obraz Marianowi Gorzkowskiemu, który był jego sekretarzem. 